# Josep María Margall
Josep María Margall i Tauler (Calella, 17 marzo 1955) è un ex cestista spagnolo.
È il fratello di Narcís e Enric Margall.

## Carriera
Con la Spagna ha disputato tre edizioni dei Giochi olimpici (Mosca 1980, Los Angeles 1984, Seul 1988), due dei Campionati mondiali (1982, 1986) e sei dei Campionati europei (1977, 1979, 1981, 1983, 1985, 1987).

## Palmarès
- Campionato spagnolo: 1

Joventut Badalona: 1977-78
- Copa del Rey: 1

Joventut Badalona: 1976
- Supercoppa spagnola: 2

Joventut Badalona: 1985, 1986
- Copa Príncipe de Asturias: 2

Joventut Badalona: 1987, 1989
- Liga catalana: 3

Joventut Badalona: 1986, 1987, 1988
- Coppa Korać: 2

Joventut Badalona: 1980-81, 1989-90